# Vriksasana

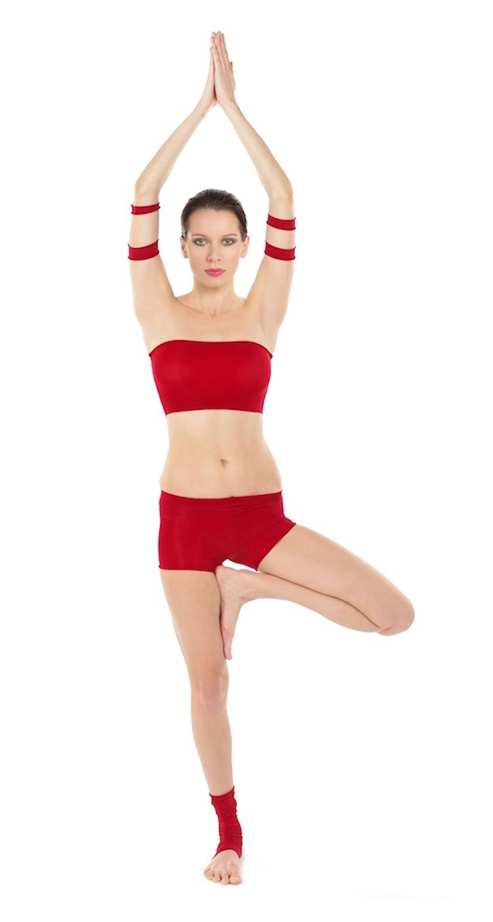
Vriksasana

Vriksasana (Sànscrit: वृक्षासन; IAST: vṛkṣāsana) és una asana (postura de ioga)[1] coneguda com la Postura de l'arbre És una asana de nivell bàsic.

## Etimologia
Nom sànscrit compost per la paraula vriksa o vriksha (Sànscrit वृक्ष, IAST:vṛkṣá) que significa 'arbre', i la paraula asana (आसन) que significa 'postura'.

## Progressió de l'asana (Vinyasa Krama)
S'inicia la postura des de Tadasana (postura de la muntanya). Es porta el pes del cos cap a una cama, amb tota la planta del peu a sobre el terra. Pel que fa a la cama contrària, el genoll es doblega i el peu es col·loca a la part interna de la cuixa de la cama estirada, en posició de mig lotus. Els malucs queden oberts, el genoll assenyala cap a fora, i no endavant, i els dits del peu apunten a terra.
La pelvis, les espatlles i el cap queden alineades verticalment.
La postura típica col·loca les mans juntes per sobre del cap tampoc assenyalat directament cap amunt (anjali mudra).
L'asana es manté entre 20 i 60 segons per estirar la columna. Es torna a la posició inicial de Tadasana mentre s'inspira. I es torna a repetir amb l'altra cama.[5]

## Focus anatòmic
L'asana emfasitza l'alineament del cap, dors i malucs.

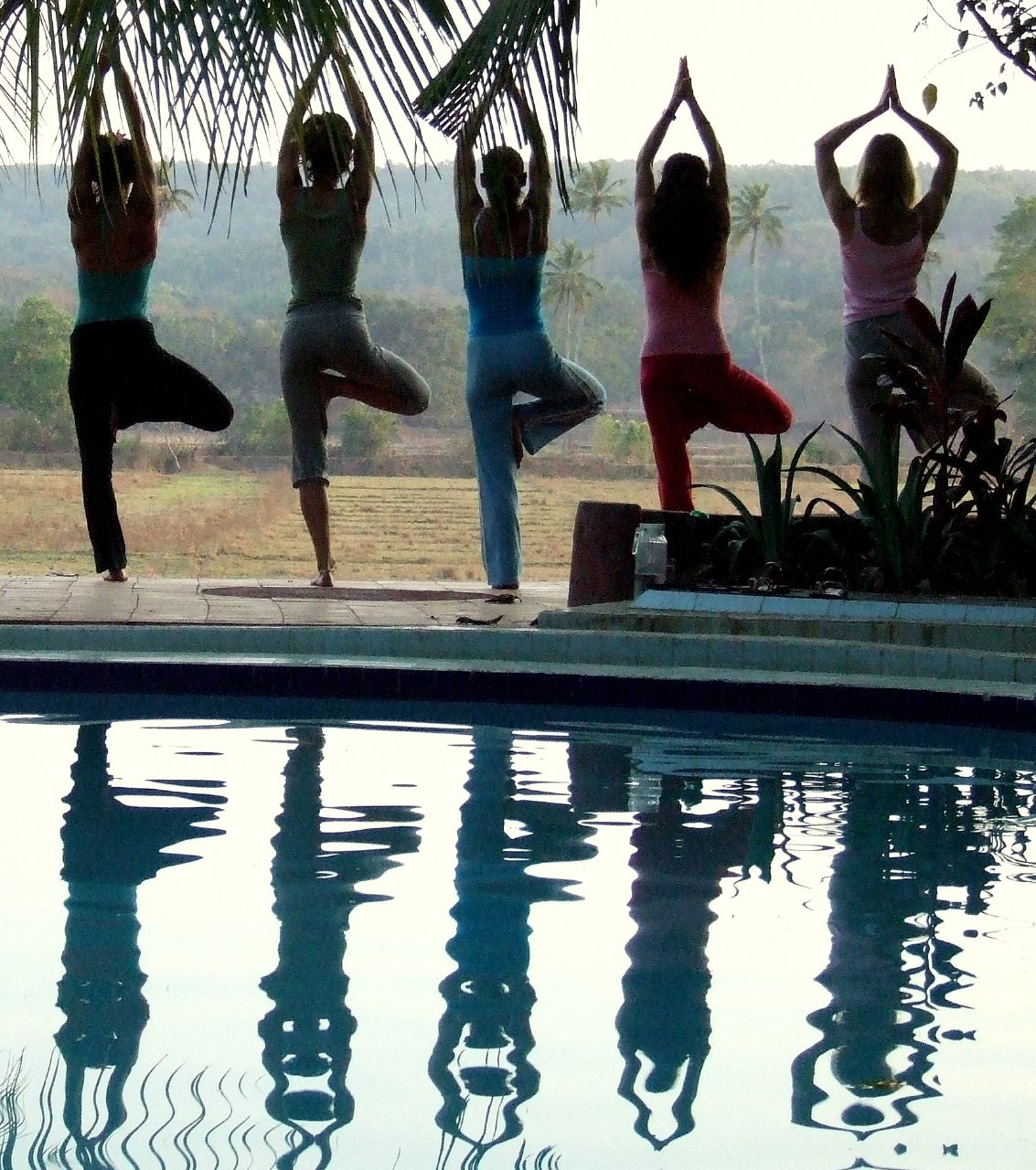
Vriksasana

## Beneficis
Els beneficis d'aquesta asana poden ser:
- la millora de l'equilibri[6]
- l'alineació postural[7][6]
- la millora de la concentració[8]
- l'augment de l'amplitud de moviment dels malucs[7]
- l'ampliació del tòrax[7]
- l'enfortiment dels turmells[7]
- l'enfortiment del to muscular de les cames i darrere el pit[7]